# Le Codex angélique

Le Codex angélique est une série de bande dessinée créée par Thierry Gloris (scénario) et Mikaël Bourgouin (dessin, couleurs).

## Présentation
Dans le Paris de la Belle Époque, sévit un tueur en série qui tient en échec la police, dont Pujol, chargé de l’enquête. Il verrait bien comme suspect Thomas, jeune étudiant qui traîne son mal de vivre entre bouteilles d’absinthe et maison close. Depuis la mort de sa mère, son oncle, prix Nobel, gloire de la France, s’occupe de lui tout en essayant de ramener à la vie sa sœur grâce au Codex angélique, un mystérieux grimoire consacré aux anges.
L'univers de vette série est sombre ; elle est destinée à un public averti et mature autant pour quelques scènes que pour l'histoire qui peut s'avérer complexe à comprendre. Elle mêle des personnages historiques comme Freud ou encore Jack l'Éventreur.

## Albums
Entre parenthèses, les chiffres de ventes librairies/grandes surfaces en France
- 2006 - Tome 1 : Izaël (4 500+)
- 2007 - Tome 2 : Lisa (3 000+)
- 2009 - Tome 3 : Thomas

## Publication

### Éditeurs
- Delcourt (Collection Delcourt) : Tomes 1 et 2 (première édition des tomes 1 et 2).